# 加扎勒河大区

加扎勒河大区在南蘇丹的位置

加扎勒河大区区旗

加扎勒河大区（Bahr el Ghazal）是南蘇丹共和國西部的一个大区，命名自加扎勒河。

## 外部連結
维基共享资源上的相關多媒體資源：加扎勒河大区
- Bahr-el-Ghazal, The Columbia Encyclopedia, Sixth Edition